# New Sensations
New Sensations és una productora de films pornogràfics estatunidenca. És una controladora i productora-germanada de Digital Sense. NS va ser fundada en 1993 per Scott Taylor. El 2006 va ser descrita per la Reuters com un dels pocs estudis que dominen a indústria de la pornografia als Estats Units. ls primers films que van ser produïts van ser de la sèrie Vídeo Virgins, que es van produir de 1993 fins a 1998.

## Premis
- 1995: AVN Award - Best Amateur Series - Video Virgins[3]
- 2000 AVN Award - Best All-Girl Release - The Four Finger Club 2[3]
- 2001: AVN Award - Best Special Effects - Intimate Expressions[3]
- 2001: AVN Award - Best Video Feature - Dark Angels[3]
- 2001: AVN Award - Best Videography - Jake Jacobs & Nic Andrews - Dark Angels[3]
- 2004: AVN Award - Best Suelo Sex Scene - Brook Ballentyne a Screaming Orgasms 11[3]
- 2005: AVN Award - Best Foreign All-Sex Series - Pleasures of the Flesh[3]
- 2005: AVN Award - Best Three-Way Sex Scene - Dani Woodward, Barrett Blade & Kurt Lockwood - Erotic Stories: Lovers & Cheaters[3]
- 2006: AVN Award - Best Videography - Nic Andrews - Dark Angels 2: Bloodline[3]
- 2008: AVN Award - Best Big Bust Series - Big Natural Breasts[4]
- 2009: AVN Award - Best New Series - Ashlynn Goes to College[5]
- 2009: AVN Award - Best Continuing Series - Ashlynn Goes to College[5]
- 2009: AVN Award - Best Vignette Series - Cheating Wives Tales[5]

## Digital Sin
Digital Sin va ser fundada per Scott Taylor el 1999. L'empresa originalment llicenciava films d'altres estudis per a CD-ROMs i DVDs, no obstant això ara allibera contingut produït per la New Sensations. La Digital va llançar un DVD interactiu anomenat Groupie Luv, que incloïa als rapers 50 Cent i Lloyd Banks.

### Premis
- 2003: Premis XRCO - Best Girl-Girl Scene - Jenna Jameson & Carmen Luvana en My Plaything: Jenna Jameson 2[7]
- 2004: AVN Award - Best Interactive DVD - My Plaything: Jenna Jameson 2[3]
- 2005: AVN Award - Best Interactive DVD - Groupie Love[3]
- 2008: AVN Award - Best Oral-Themed Release - Frente Full of Diesel[4]
- 2007: AVN Award - Best Suelo Release - I Love Big Toys 2[3]
- 2007: AVN Award - Best Interracial Series - My Hot Wife Is Fucking Blackzilla
- 2009: AVN Award - Best Interactive DVD - My Plaything: Ashlynn Brooke[5]